# 刘红梅
刘红梅（1971年10月—），女，河北徐水人，中华人民共和国外交官，现任中华人民共和国驻孔敬总领事。1993年，加入中国共产党。

## 生平
1993年，毕业于南开大学外国语言文学系英语语言文学专业，进入中华人民共和国外交部工作，先后在外交部领事司、驻新加坡大使馆、驻英国大使馆任职。2012年，任驻新加坡大使馆参赞。2015年，任驻休斯敦总领事馆副总领事。2017年，职级升为副司级。2020年8月，回国任外交部领事司参赞、二级巡查员。9月，挂职中共海南省委外事工作委员会办公室副主任、海南省人民政府外事办公室副主任。2022年，任驻英国大使馆侨务参赞。2023年8月，出任中华人民共和国驻孔敬总领事。